# Mistrovství světa juniorů v orientačním běhu 2014
25. Mistrovství světa juniorů v orientačním běhu proběhlo v Bulharsku ve dnech 21. až 27. července 2014. Centrum závodů JMS bylo v horském zimním středisku Borovets, které se nachází na úpatí Musaly, nejvyšší hory Balkánského poloostrova.

## Závod ve sprintu

### Výsledky sprintu
| Muži                                                                               | Muži                                                                               | Muži                                                                               | Muži                                                                               | Muži                                                                               | Ženy                                                                               | Ženy                                                                               | Ženy                                                                               | Ženy                                                                               | Ženy                                                                               |
| ---------------------------------------------------------------------------------- | ---------------------------------------------------------------------------------- | ---------------------------------------------------------------------------------- | ---------------------------------------------------------------------------------- | ---------------------------------------------------------------------------------- | ---------------------------------------------------------------------------------- | ---------------------------------------------------------------------------------- | ---------------------------------------------------------------------------------- | ---------------------------------------------------------------------------------- | ---------------------------------------------------------------------------------- |
| - Traťové parametry: 3,0 km, 20 kontrol, ? m převýšení. - Mapa: ? 1:10 000 E= 2,5m | - Traťové parametry: 3,0 km, 20 kontrol, ? m převýšení. - Mapa: ? 1:10 000 E= 2,5m | - Traťové parametry: 3,0 km, 20 kontrol, ? m převýšení. - Mapa: ? 1:10 000 E= 2,5m | - Traťové parametry: 3,0 km, 20 kontrol, ? m převýšení. - Mapa: ? 1:10 000 E= 2,5m | - Traťové parametry: 3,0 km, 20 kontrol, ? m převýšení. - Mapa: ? 1:10 000 E= 2,5m | - Traťové parametry: 2,5 km, 17 kontrol, ? m převýšení. - Mapa: ? 1:10 000 E= 2,5m | - Traťové parametry: 2,5 km, 17 kontrol, ? m převýšení. - Mapa: ? 1:10 000 E= 2,5m | - Traťové parametry: 2,5 km, 17 kontrol, ? m převýšení. - Mapa: ? 1:10 000 E= 2,5m | - Traťové parametry: 2,5 km, 17 kontrol, ? m převýšení. - Mapa: ? 1:10 000 E= 2,5m | - Traťové parametry: 2,5 km, 17 kontrol, ? m převýšení. - Mapa: ? 1:10 000 E= 2,5m |
| Umístění                                                                           | Země                                                                               | Jméno                                                                              | Čas                                                                                | Ztráta                                                                             | Umístění                                                                           | Země                                                                               | Jméno                                                                              | Čas                                                                                | Ztráta                                                                             |
|                                                                                    | Nový Zéland                                                                        | Tim Robertson                                                                      | 0:14:41                                                                            |                                                                                    |                                                                                    | Švédsko                                                                            | Sara Hagströmová                                                                   | 0:13:15                                                                            |                                                                                    |
|                                                                                    | Polsko                                                                             | Piotr Parfianowicz                                                                 | 0:14:47                                                                            | + 0:00:06                                                                          |                                                                                    | Norsko                                                                             | Heidi Mårtenssonová                                                                | 0:13:20                                                                            | + 0:00:05                                                                          |
|                                                                                    | Švédsko                                                                            | Anton Johansson                                                                    | 0:14:51                                                                            | + 0:00:10                                                                          |                                                                                    | Dánsko                                                                             | Miri Thrane Ødumová                                                                | 0:13:32                                                                            | + 0:00:17                                                                          |
| 4                                                                                  | Finsko                                                                             | Aleksi Niemi                                                                       | 0:14:53                                                                            | + 0:00:12                                                                          | 4                                                                                  | Švédsko                                                                            | Frida Sandbergová                                                                  | 0:13:38                                                                            | + 0:00:23                                                                          |
| 4                                                                                  | Belgie                                                                             | Tristan Bloemen                                                                    | 0:14:53                                                                            | + 0:00:12                                                                          | 5                                                                                  | Švédsko                                                                            | Tilda Johanssonová                                                                 | 0:13:47                                                                            | + 0:00:32                                                                          |
| 6                                                                                  | Finsko                                                                             | Miika Kirmula                                                                      | 0:14:54                                                                            | + 0:00:13                                                                          | 6                                                                                  | Norsko                                                                             | Runa Fremstadová                                                                   | 0:13:48                                                                            | + 0:00:33                                                                          |

## Závod na krátké trati (Middle)

### Výsledky závodu na krátké trati (Middle)
| Muži                                                                               | Muži                                                                               | Muži                                                                               | Muži                                                                               | Muži                                                                               | Ženy                                                                               | Ženy                                                                               | Ženy                                                                               | Ženy                                                                               | Ženy                                                                               |
| ---------------------------------------------------------------------------------- | ---------------------------------------------------------------------------------- | ---------------------------------------------------------------------------------- | ---------------------------------------------------------------------------------- | ---------------------------------------------------------------------------------- | ---------------------------------------------------------------------------------- | ---------------------------------------------------------------------------------- | ---------------------------------------------------------------------------------- | ---------------------------------------------------------------------------------- | ---------------------------------------------------------------------------------- |
| - Traťové parametry: 3,8 km, 16 kontrol, ? m převýšení. - Mapa: ? 1:10 000 E= 2,5m | - Traťové parametry: 3,8 km, 16 kontrol, ? m převýšení. - Mapa: ? 1:10 000 E= 2,5m | - Traťové parametry: 3,8 km, 16 kontrol, ? m převýšení. - Mapa: ? 1:10 000 E= 2,5m | - Traťové parametry: 3,8 km, 16 kontrol, ? m převýšení. - Mapa: ? 1:10 000 E= 2,5m | - Traťové parametry: 3,8 km, 16 kontrol, ? m převýšení. - Mapa: ? 1:10 000 E= 2,5m | - Traťové parametry: 3,1 km, 15 kontrol, ? m převýšení. - Mapa: ? 1:10 000 E= 2,5m | - Traťové parametry: 3,1 km, 15 kontrol, ? m převýšení. - Mapa: ? 1:10 000 E= 2,5m | - Traťové parametry: 3,1 km, 15 kontrol, ? m převýšení. - Mapa: ? 1:10 000 E= 2,5m | - Traťové parametry: 3,1 km, 15 kontrol, ? m převýšení. - Mapa: ? 1:10 000 E= 2,5m | - Traťové parametry: 3,1 km, 15 kontrol, ? m převýšení. - Mapa: ? 1:10 000 E= 2,5m |
| Umístění                                                                           | Země                                                                               | Jméno                                                                              | Čas                                                                                | Ztráta                                                                             | Umístění                                                                           | Země                                                                               | Jméno                                                                              | Čas                                                                                | Ztráta                                                                             |
|                                                                                    | Finsko                                                                             | Miika Kirmula                                                                      | 0:28:58                                                                            |                                                                                    |                                                                                    | Švýcarsko                                                                          | Sina Tommerová                                                                     | 0:28:43                                                                            |                                                                                    |
|                                                                                    | Itálie                                                                             | Riccardo Scalet                                                                    | 0:30:19                                                                            | + 0:01:21                                                                          |                                                                                    | Švédsko                                                                            | Sara Hagströmová                                                                   | 0:28:43                                                                            |                                                                                    |
|                                                                                    | Finsko                                                                             | Olli Ojanaho                                                                       | 0:30:29                                                                            | + 0:01:31                                                                          |                                                                                    | Švédsko                                                                            | Andrea Svenssonová                                                                 | 0:29:56                                                                            | + 0:01:13                                                                          |
| 4                                                                                  | Rakousko                                                                           | Alexander Berger                                                                   | 0:30:44                                                                            | + 0:01:46                                                                          | 4                                                                                  | Švédsko                                                                            | Tilda Johanssonová                                                                 | 0:30:01                                                                            | + 0:01:18                                                                          |
| 5                                                                                  | Nový Zéland                                                                        | Nick Hann                                                                          | 0:30:47                                                                            | + 0:01:49                                                                          | 5                                                                                  | Norsko                                                                             | Gunvor Hov Høydalová                                                               | 0:30:13                                                                            | + 0:01:30                                                                          |
| 6                                                                                  | Švýcarsko                                                                          | Jonas Egger                                                                        | 0:30:50                                                                            | + 0:01:52                                                                          | 6                                                                                  | Spojené království                                                                 | Zoe Hardingová                                                                     | 0:30:53                                                                            | + 0:02:10                                                                          |

## Závod na klasické trati (Long)

### Výsledky závodu na klasické trati (Long)
| Muži                                                                              | Muži                                                                              | Muži                                                                              | Muži                                                                              | Muži                                                                              | Ženy                                                                             | Ženy                                                                             | Ženy                                                                             | Ženy                                                                             | Ženy                                                                             |
| --------------------------------------------------------------------------------- | --------------------------------------------------------------------------------- | --------------------------------------------------------------------------------- | --------------------------------------------------------------------------------- | --------------------------------------------------------------------------------- | -------------------------------------------------------------------------------- | -------------------------------------------------------------------------------- | -------------------------------------------------------------------------------- | -------------------------------------------------------------------------------- | -------------------------------------------------------------------------------- |
| - Traťové parametry: 10,2 km, 23 kontrol, ? m převýšení. - Mapa: ? 1:15 000 E= 5m | - Traťové parametry: 10,2 km, 23 kontrol, ? m převýšení. - Mapa: ? 1:15 000 E= 5m | - Traťové parametry: 10,2 km, 23 kontrol, ? m převýšení. - Mapa: ? 1:15 000 E= 5m | - Traťové parametry: 10,2 km, 23 kontrol, ? m převýšení. - Mapa: ? 1:15 000 E= 5m | - Traťové parametry: 10,2 km, 23 kontrol, ? m převýšení. - Mapa: ? 1:15 000 E= 5m | - Traťové parametry: 7,2 km, 16 kontrol, ? m převýšení. - Mapa: ? 1:15 000 E= 5m | - Traťové parametry: 7,2 km, 16 kontrol, ? m převýšení. - Mapa: ? 1:15 000 E= 5m | - Traťové parametry: 7,2 km, 16 kontrol, ? m převýšení. - Mapa: ? 1:15 000 E= 5m | - Traťové parametry: 7,2 km, 16 kontrol, ? m převýšení. - Mapa: ? 1:15 000 E= 5m | - Traťové parametry: 7,2 km, 16 kontrol, ? m převýšení. - Mapa: ? 1:15 000 E= 5m |
| Umístění                                                                          | Země                                                                              | Jméno                                                                             | Čas                                                                               | Ztráta                                                                            | Umístění                                                                         | Země                                                                             | Jméno                                                                            | Čas                                                                              | Ztráta                                                                           |
|                                                                                   | Švédsko                                                                           | Anton Johansson                                                                   | 1:15:17                                                                           |                                                                                   |                                                                                  | Norsko                                                                           | Gunvor Hov Høydalová                                                             | 1:08:15                                                                          |                                                                                  |
|                                                                                   | Švédsko                                                                           | Assar Hellström                                                                   | 1:16:18                                                                           | + 0:01:01                                                                         |                                                                                  | Švédsko                                                                          | Sara Hagströmová                                                                 | 1:08:18                                                                          | + 0:00:03                                                                        |
|                                                                                   | Česko                                                                             | Marek Minář                                                                       | 1:18:45                                                                           | + 0:03:28                                                                         |                                                                                  | Finsko                                                                           | Emmi Jokelaová                                                                   | 1:09:15                                                                          | + 0:01:00                                                                        |
| 4                                                                                 | Rusko                                                                             | Ivan Kuchmenko                                                                    | 1:19:36                                                                           | + 0:04:19                                                                         | 4                                                                                | Finsko                                                                           | Anna Haatajaová                                                                  | 1:11:45                                                                          | + 0:03:30                                                                        |
| 5                                                                                 | Finsko                                                                            | Olli Ojanaho                                                                      | 1:19:39                                                                           | + 0:04:22                                                                         | 5                                                                                | Norsko                                                                           | Mathilde Rundhaugová                                                             | 1:11:58                                                                          | + 0:03:43                                                                        |
| 6                                                                                 | Finsko                                                                            | Miika Kirmula                                                                     | 1:19:58                                                                           | + 0:04:41                                                                         | 6                                                                                | Švýcarsko                                                                        | Paula Grossová                                                                   | 1:13:15                                                                          | + 0:05:00                                                                        |

## Štafetový závod

### Výsledky štafetového závodu
| Muži                                                                                             | Muži                                                                                             | Muži                                                                                             | Muži                                                                                             | Muži                                                                                             | Ženy                                                                                | Ženy                                                                                | Ženy                                                                                | Ženy                                                                                | Ženy                                                                                |
| ------------------------------------------------------------------------------------------------ | ------------------------------------------------------------------------------------------------ | ------------------------------------------------------------------------------------------------ | ------------------------------------------------------------------------------------------------ | ------------------------------------------------------------------------------------------------ | ----------------------------------------------------------------------------------- | ----------------------------------------------------------------------------------- | ----------------------------------------------------------------------------------- | ----------------------------------------------------------------------------------- | ----------------------------------------------------------------------------------- |
| - Traťové parametry : 4,7 - 4,8km, 19 - 20 kontrol, ? m převýšení - Mapa: Borowez 1:10 000 E= 5m | - Traťové parametry : 4,7 - 4,8km, 19 - 20 kontrol, ? m převýšení - Mapa: Borowez 1:10 000 E= 5m | - Traťové parametry : 4,7 - 4,8km, 19 - 20 kontrol, ? m převýšení - Mapa: Borowez 1:10 000 E= 5m | - Traťové parametry : 4,7 - 4,8km, 19 - 20 kontrol, ? m převýšení - Mapa: Borowez 1:10 000 E= 5m | - Traťové parametry : 4,7 - 4,8km, 19 - 20 kontrol, ? m převýšení - Mapa: Borowez 1:10 000 E= 5m | - Parametry : 4,0 km, 17 - 18 kontrol, ? m převýšení - Mapa: Borowez 1:10 000 E= 5m | - Parametry : 4,0 km, 17 - 18 kontrol, ? m převýšení - Mapa: Borowez 1:10 000 E= 5m | - Parametry : 4,0 km, 17 - 18 kontrol, ? m převýšení - Mapa: Borowez 1:10 000 E= 5m | - Parametry : 4,0 km, 17 - 18 kontrol, ? m převýšení - Mapa: Borowez 1:10 000 E= 5m | - Parametry : 4,0 km, 17 - 18 kontrol, ? m převýšení - Mapa: Borowez 1:10 000 E= 5m |
| Umístění                                                                                         | Země                                                                                             | Jméno                                                                                            | Čas                                                                                              | Ztráta                                                                                           | Umístění                                                                            | Země                                                                                | Jméno                                                                               | Čas                                                                                 | Ztráta                                                                              |
|                                                                                                  | Švédsko                                                                                          | Assar Hellström Simon Hector Anton Johansson                                                     | 1:36:30                                                                                          |                                                                                                  |                                                                                     | Švédsko                                                                             | Tilda Johanssonová Frida Sandbergová Sara Hagströmová                               | 1:38:18                                                                             |                                                                                     |
|                                                                                                  | Česko                                                                                            | Ondřej Semík Jonáš Hubáček Marek Minář                                                           | 1:36:40                                                                                          | + 0:00:10                                                                                        |                                                                                     | Norsko                                                                              | Heidi Mårtenssonová Gunvor Hov Høydalová Mathilde Rundhaugová                       | 1:38:27                                                                             | + 0:00:09                                                                           |
|                                                                                                  | Švýcarsko                                                                                        | Jonas Egger Tobia Pezzati Sven Hellmüller                                                        | 1:36:43                                                                                          | + 0:00:13                                                                                        |                                                                                     | Švýcarsko                                                                           | Paula Grossová Sina Tommerová Lisa Schubnellová                                     | 1:44:24                                                                             | + 0:06:06                                                                           |
| 4                                                                                                | Francie                                                                                          | Arnaud Perrin Loïc Marty Nicolas Rio                                                             | 1:38:30                                                                                          | + 0:02:00                                                                                        | 4                                                                                   | Ukrajina                                                                            | Daria Moskalenková Olena Postelnjaková Maria Polischtschuková                       | 1:44:53                                                                             | + 0:06:35                                                                           |
| 5                                                                                                | Lotyšsko                                                                                         | Mikus Purins Alvis Reinsons Rudolfs Zernis                                                       | 1:38:42                                                                                          | + 0:02:12                                                                                        | 5                                                                                   | Finsko                                                                              | Jannina Gustafssonová Emmi Jokelaová Anna Haatajaová                                | 1:45:03                                                                             | + 0:06:45                                                                           |
| 6                                                                                                | Nový Zéland                                                                                      | Tim Robertson Shamus Morrison Nick Hann                                                          | 1:39:05                                                                                          | + 0:02:35                                                                                        | 6                                                                                   | Nový Zéland                                                                         | Delphine Poirotová Chloé Haberkornová Lauriane Beauvisageová                        | 1:46:08                                                                             | + 0:07:50                                                                           |

## Česká juniorská reprezentace na JMS
| Muži                       | Muži                       | Muži                       | Muži                       | Muži                       | Ženy                        | Ženy                        | Ženy                        | Ženy                        | Ženy                        |
| -------------------------- | -------------------------- | -------------------------- | -------------------------- | -------------------------- | --------------------------- | --------------------------- | --------------------------- | --------------------------- | --------------------------- |
| - Umístění českých juniorů | - Umístění českých juniorů | - Umístění českých juniorů | - Umístění českých juniorů | - Umístění českých juniorů | - Umístění českých juniorek | - Umístění českých juniorek | - Umístění českých juniorek | - Umístění českých juniorek | - Umístění českých juniorek |
| Jméno                      | Sprint                     | Middle                     | Long                       | Štafety                    | Jméno                       | Sprint                      | Middle                      | Long                        | Štafety                     |
| Jonáš Hubáček              | 16. místo                  | x                          | 35. místo                  | 2. místo                   | Eliška Kulhavá              | 10. místo                   | WB13. místo                 | 95. místo                   | x                           |
| Marek Minář                | 35. místo                  | 53. místo                  | 3. místo                   | 2. místo                   | Kateřina Chromá             | 23. místo                   | 19. místo                   | 54. místo                   | 7. místo                    |
| Patrik Horák               | 40. místo                  | 44. místo                  | 79. místo                  | x                          | Anna Štičková               | 46. místo                   | x                           | 33. místo                   | 7. místo                    |
| Ondřej Semík               | 40. místo                  | 37. místo                  | 11. místo                  | 2. místo                   | Gabriela Hiršová            | 62. místo                   | 51. místo                   | 35. místo                   | x                           |
| Petr Horvát                | 45. místo                  | MB41. místo                | 44. místo                  | x                          | Simona Chládková            | 71. místo                   | 48. místo                   | 57. místo                   | x                           |
| Vojtěch Kettner            | 61. místo                  | 46. místo                  | 50. místo                  | x                          | Markéta Novotná             | 87. místo                   | x                           | 70. místo                   | 7. místo                    |

## Medailová klasifikace podle zemí
| Medailová klasifikace podle zemí | Medailová klasifikace podle zemí | Medailová klasifikace podle zemí | Medailová klasifikace podle zemí | Medailová klasifikace podle zemí | Medailová klasifikace podle zemí |
| Umístění                         | Země                             | Zlato                            | Stříbro                          | Bronz                            | Součet                           |
| -------------------------------- | -------------------------------- | -------------------------------- | -------------------------------- | -------------------------------- | -------------------------------- |
| 1.                               | Švédsko                          | 5                                | 3                                | 2                                | 10                               |
| 2.                               | Finsko                           | 2                                | -                                | 1                                | 3                                |
| 3.                               | Norsko                           | 1                                | 2                                | -                                | 3                                |
| 4.                               | Švýcarsko                        | 1                                | -                                | 2                                | 3                                |
| 5.                               | Nový Zéland                      | 1                                | -                                | -                                | 1                                |
| 6.                               | Česko                            | -                                | 1                                | 1                                | 2                                |
| 7.                               | Itálie                           | -                                | 1                                | -                                | 2                                |
| 7.                               | Polsko                           | -                                | 1                                | -                                | 3                                |
| 9.                               | Dánsko                           | -                                | -                                | 1                                | 1                                |